# Ex-stabilimento FIAT di Novoli

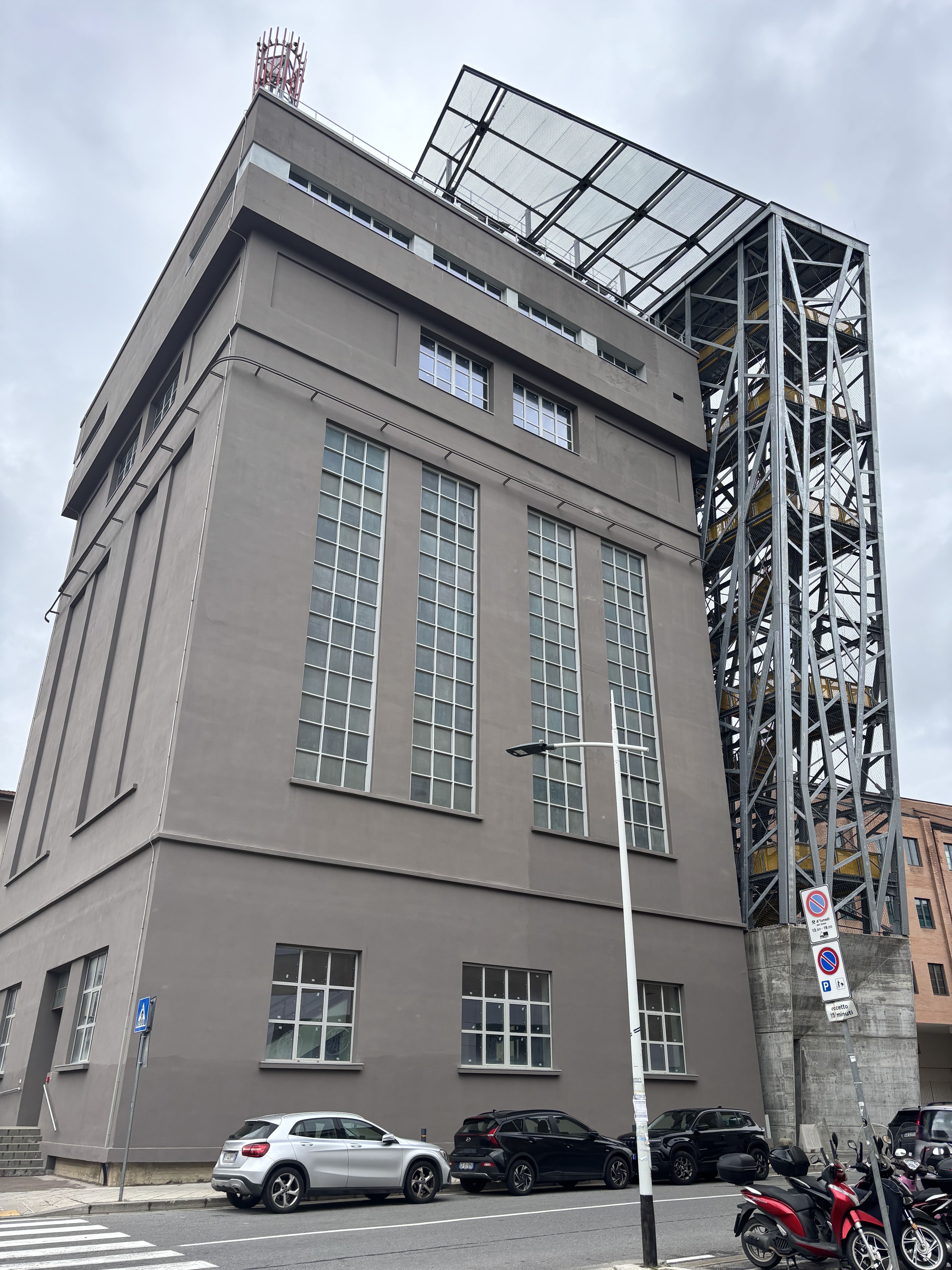
La dentrale termica dell'ex-stabilimento FIAT di Firenze (dopo il restauro del 2022)

L'ex-Stabilimento FIAT di Novoli si trovava in via di Novoli 2 a Firenze.

## Storia
Lo stabilimento, oggi scomparso, venne realizzato tra il 1938 e il 1939 su progetto dell'ing. Vittorio Bonadè Bottino consulente e direttore del servizio costruzioni della FIAT.
La sua costruzione fu ampiamente pubblicizzata dalla stampa dell'epoca come operazione di importanza fondamentale per lo sviluppo industriale di Firenze. Ufficialmente era stata annunciata la realizzazione di uno stabilimento che inizialmente sarebbe stato destinato alla sola riparazione di automezzi e in seguito anche alla produzione di motori da automobili.
Tale versione sarebbe smentita da un'affermazione di Giovanni Klaus Koenig che in uno scritto contenuto nel volume Architettura della Scuola di Applicazione Aeronautica di Firenze, di Raffaello Fagnoni, sostenne la tesi secondo la quale la costruzione delle FIAT sarebbe stata commissionata dagli strateghi dell'Aeronautica che intendevano trasferire da Torino la Fiat Aviazione perché facile bersaglio delle incursioni nemiche. Ma a pochi mesi dall'inizio della costruzione venne dato il contrordine allo sviluppo di Firenze come città della Aviazione e venne così accantonato il progetto della Fiat Aviazione.
Tuttavia, l'opera di realizzazione del complesso industriale proseguì usufruendo del terreno concesso tramite convenzione alla Società Anonima dell'Amministrazione comunale.

## Contesto urbanistico
Il vasto complesso sorge nel quartiere industriale di Novoli su un'area quadrangolare di 32 ha, delimitata da via di Novoli, via Forlanini, viale Guidoni e confinante sul quarto lato con l'ex-area industriale Carapelli. Esso si inserisce in un contesto urbano funzionalmente e morfologicamente squilibrato, caratterizzato da un'alta densità edilizia. La monofunzionalità dell'area interstiziale della FIAT, posta in posizione baricentrica della periferia nord ovest e all'interno di un sistema viario di interesse urbano e territoriale, ostacolava un potenziale sviluppo integrato e organico dell'intero quartiere. Un adeguato riutilizzo e trasformazione dell'area attualmente dismessa, iniziato all'alba del XXI secolo, ha avuto un ruolo decisivo per la ricomposizione del tessuto urbano circostante frammentario e disarticolato.
L'area è interessata attualmente da un piano particolareggiato, approntato su incarico dell'Amministrazione Comunale, che prevede di recuperare le aree destinando 18 are al sistema degli spazi verdi e tre are a quello della viabilità.
Tra gli edifici che vi sono stati costruiti (in parte ancora in completamento), in 11 are verranno edificati in totale 1100000 m³, spiccano il Palazzo di Giustizia (il progetto è dell'architetto Leonardo Ricci), il Polo delle Scienze Sociali dell'Università di Firenze e un Parco urbano.

## Architettura
Il gruppo di fabbricati realizzati nel 1939 comprendeva lo stabilimento di produzione, la centrale termica, depositi e magazzini.
L'edificio principale copriva una superficie di 27000 m² sviluppandosi su un impianto planimetrico rettangolare con asse longitudinale parallelo a via Forlanini. La struttura venne realizzata in cemento armato con pilastri a maglia di 20 × 20 m.
I tamponamenti erano in laterizio mentre le superfici interne ed esterne sono intonacate. Il prospetto principale presentava un rivestimento in mattoncini grigi di laterizio che incornicia le grandi aperture vetrate.
La copertura della parte centrale del fabbricato, che un tempo accoglieva i reparti metallurgici e meccanici per la riparazione degli autoveicoli, fu risolta a capanno mentre gli ambienti del secondo piano, dislocati lungo il perimetro, comprendenti uffici, refettorio, cucine, spogliatoi e servizi, avevano copertura piana realizzata con manto in asfalto.
Le soluzioni architettoniche adottate, prive di aspetti estetici rilevanti, denotavano la scelta di rendere esplicita la funzione strettamente utilitaria del fabbricato.